# Ma Radio
Ma Radio est le nom d'antenne de l'asbl Lessines Inter, une radio locale belge qui a le statut de radio associative et d'expression, créée en 1981 à Lessines et qui émet en bande FM dans le nord de la province de Hainaut.

## Historique
L'asbl Lessines Inter est créée en 1981,  
dans la mouvance des radios libres, par un groupe d'amis. En 1992, elle poursuit son développement en collaborant avec le réseau « Nostalgie », en tant que franchisé. Le 17 juin 2008 le CSA n'a pas renouvelé son autorisation d'émettre et l'équipe se voit dans l'obligation d'interrompre la diffusion des programmes de la radio. Massivement soutenue par ses auditeurs et élus locaux, l'équipe se mobilise et mène un intense combat à différents niveaux. Entre-temps, le CSA sort un nouveau plan de fréquences et redonne l'autorisation d'émettre le 26 octobre 2009 sur une nouvelle fréquence indépendante sur Lessines, 90,1 MHz et « Lessines Inter » sera rebaptisée Ma Radio par son équipe. Les bénévoles de l’asbl ont remis les locaux en état, repeint les murs avec le nouveau logo de Ma Radio.
Pour fêter ses 35 ans, Ma Radio a créé un nouveau studio d'enregistrement et le 2 octobre 2016 ouvre pour le public les portes de ses bureaux situés sur la Grand-Place de Lessines.

## Programmes
Les activités de la radio sont assurées par une trentaine de bénévoles non rémunérés. Elle diffuse quotidiennement de la musique, infos et agenda régional. De nombreux auditeurs et associations de la région la sollicitent régulièrement afin de diffuser leurs informations, de couvrir et de donner de l’écho à leurs activités.

## Diffusion
Ma Radio émet de Lessines en bande FM sur la fréquence 90,1 MHz, elle est captée dans un rayon de 50 km à peu près et dans plusieurs communes du nord de la province de Hainaut occidental, Lessines, Ath, Braine-le-Comte, Soignies, Leuze-en-Hainaut, Frasnes-lez-Anvaing, Mont-de-l'Enclus, Brugelette, Beloeil, Enghien et Jurbise. Elle est captée aussi en Flandre orientale, comme Renaix, Grammont et Hérinnes limitrophes avec le nord de la province du Hainaut occidental. La radio est disponible sur internet, qui permet son écoute en streaming et sur la plupart des postes de radio Internet en streaming.